# Pseudosphegesthes longitarsus
Pseudosphegesthes longitarsus är en skalbaggsart som beskrevs av Holzschuh 1974. Pseudosphegesthes longitarsus ingår i släktet Pseudosphegesthes och familjen långhorningar. Inga underarter finns listade i Catalogue of Life.